# Soriano nel Cimino
Soriano nel Cimino ist eine italienische Gemeinde mit 7909 Einwohnern (Stand 31. Dezember 2023) in der Provinz Viterbo, in der historischen Landschaft Tuszien. Sie liegt 74 km nordwestlich von Rom und 18 km östlich von Viterbo.
|  |

## Geographie
Der Ort liegt am Abhang der Monti Cimini, die den Rest der Caldera, den Kraterrand des erloschenen Vulkans Cimino darstellen. Der Kratersee, der Vicosee mit seinen Badestränden, ist ein beliebtes Naherholungsgebiet. Der Ort ist Mitglied der Comunità Montana dei Cimini.

## Geschichte

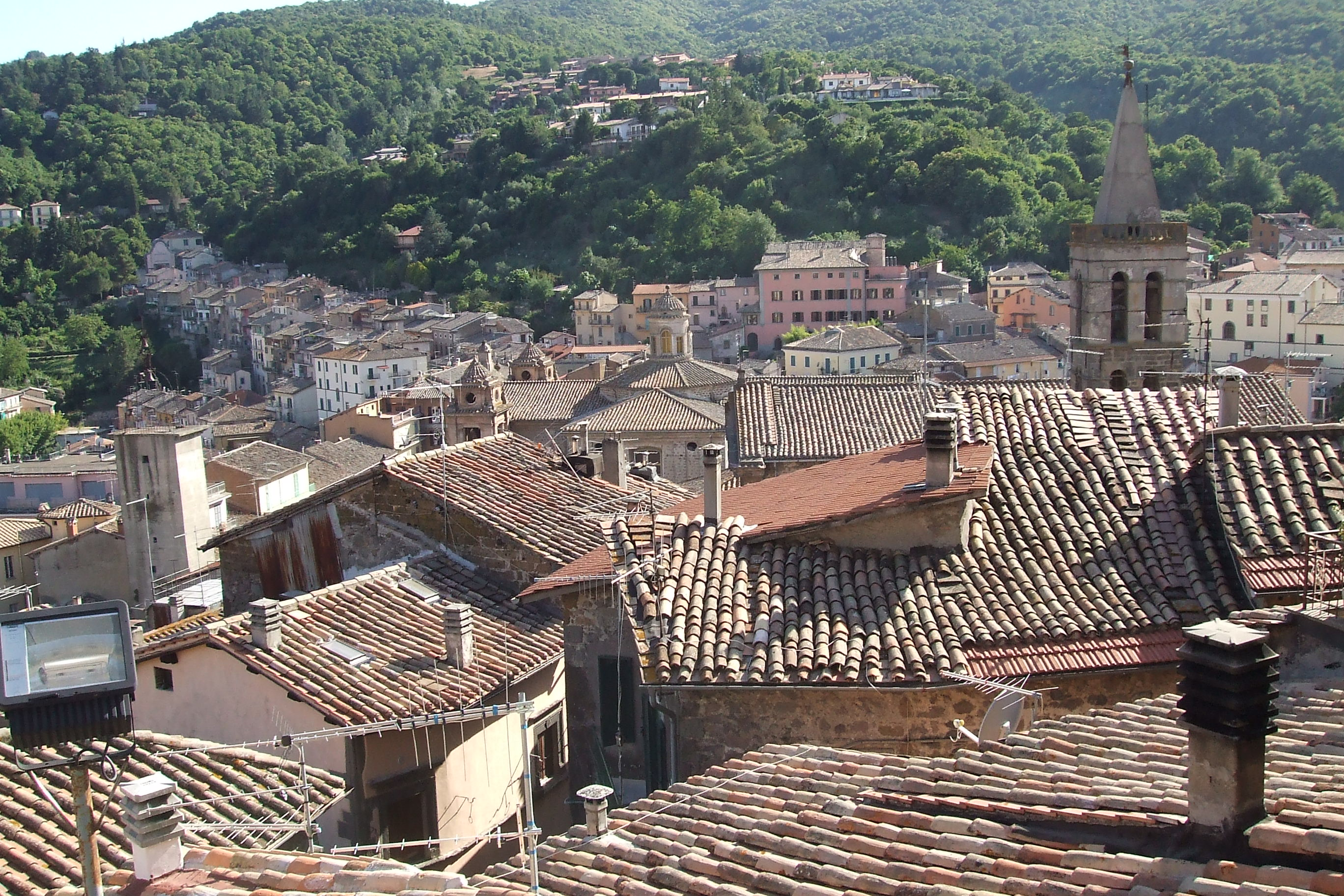
Soriano

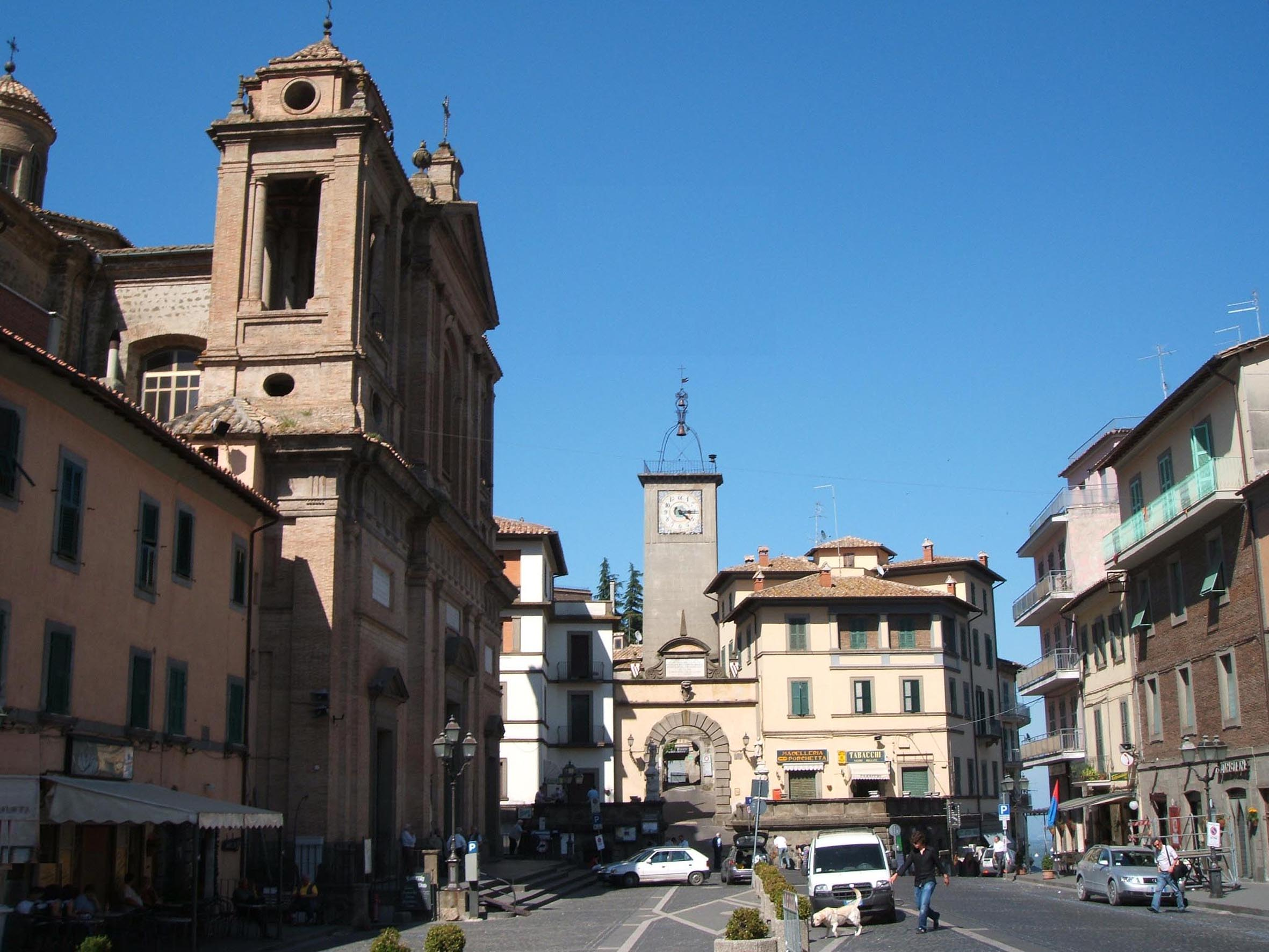
Piazza Vittorio Emanuele II

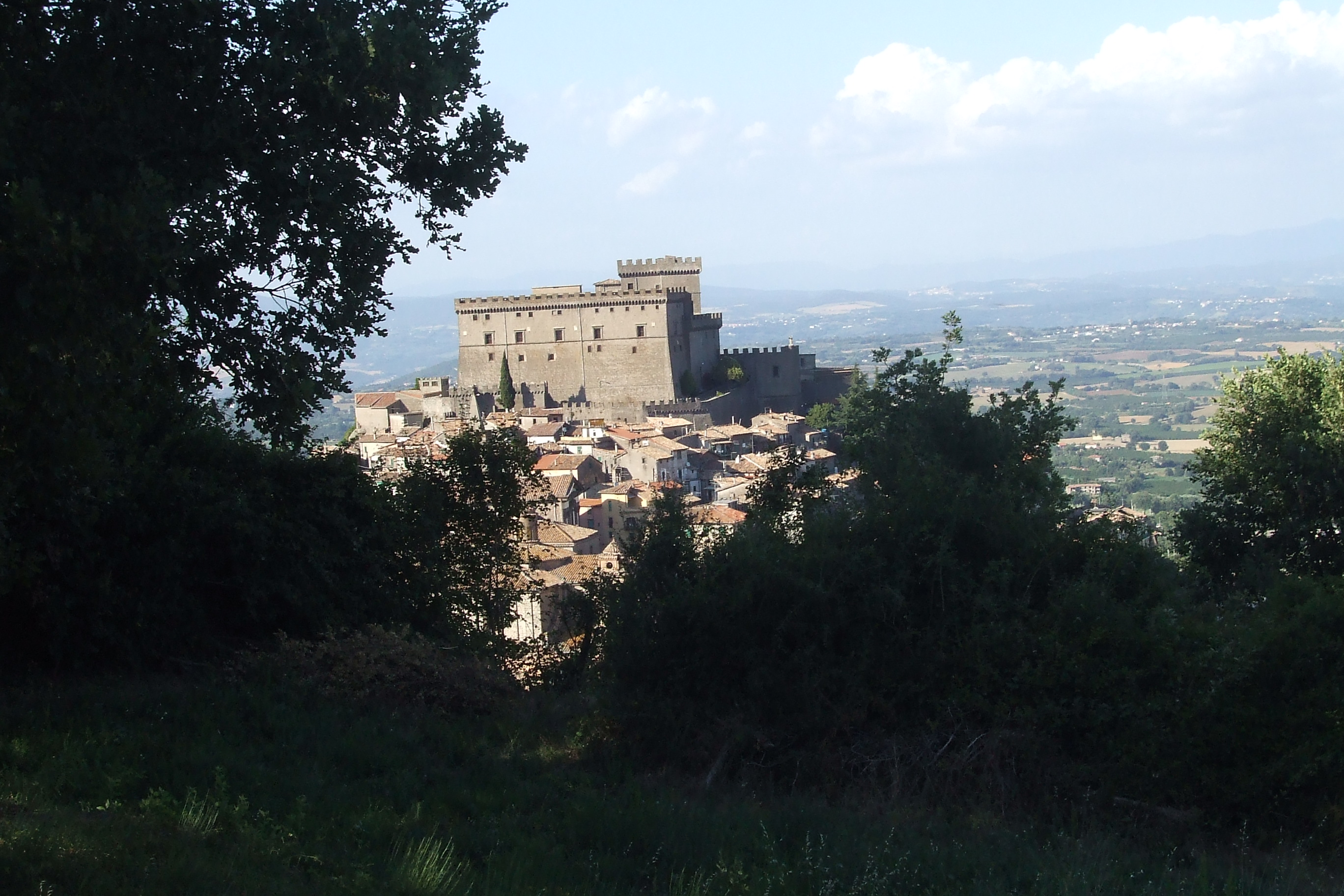
Castello Orsini

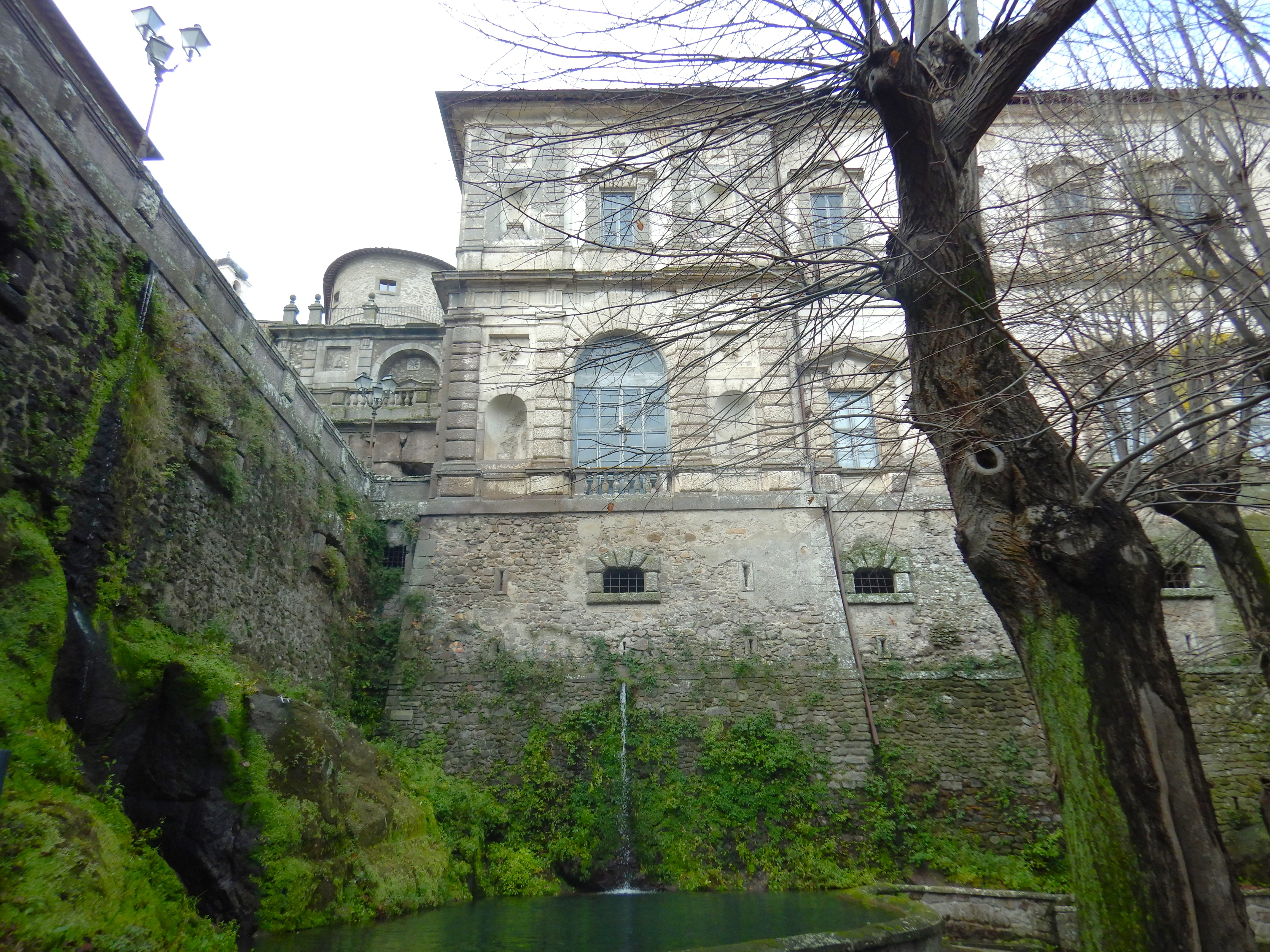
Palazzo Chigi-Albani

Anstelle des heutigen Ortes stand einst die Etruskerstadt Surrina Vetus, die von den Römern zerstört wurde.
Ab etwa 1000 n. Chr. gehörte der Ort einer Benediktinerabtei. Ab dem 11. Jahrhundert lösten sich die römischen Adelsfamilien der Guastapane, Pandolfi, Orsini, Colonna und schließlich ab dem 18. Jahrhundert die Albani in der Herrschaft über Soriano ab. 1848 fielen Burg und Ort an den Heiligen Stuhl.
Ab 1278 ließ Giovanni Gaetano Orsini, der spätere Papst Nikolaus III., anstelle der Benediktinerabtei die Burg auf der Spitze des Hügels erbauen, um den sich der mittelalterliche Dorfkern entwickelte.
Im Zweiten Weltkrieg wurde Soriano von den Amerikanern bombardiert.

## Bevölkerung
| 1871 | 1901 | 1921 | 1951 | 1971 | 1991 | 2001 |
| ---- | ---- | ---- | ---- | ---- | ---- | ---- |
| 4936 | 6183 | 7139 | 8538 | 7114 | 7767 | 8185 |

Quelle: ISTAT

## Sehenswürdigkeiten
Das Castello Orsini (13. Jahrhundert) wurde von Papst Nikolaus III. (geboren als Giovanni Gaetano Orsini) anstelle einer älteren Benediktinerabtei erbaut. Von 1848 bis 1989 diente es als päpstliches, dann staatliches Gefängnis. Heute ist es zu besichtigen. 
Der Palazzo Chigi-Albani wurde ab 1561 von Ottaviano Schiratti für Kardinal Cristoforo Madruzzo im Stil der Renaissance erbaut. Als Papst Clemens XI., der aus der Familie Albani stammte, 1715 seinen Neffen Carlo Albani (1687–1724) mit der Herrschaft Soriano belehnte und ihn zum Fürsten von Soriano nel Cimino erhob, wurde der Palazzo Sitz dieser Familie und ab etwa 1850 von deren Erben, den Fürsten Chigi. Heute steht er leer und befindet sich teilweise im Verfall. Dennoch finden unregelmäßig Führungen durch den Palast statt. 
Der Papacqua-Brunnen (Fontana Papacqua), 1562 entworfen von Giacomo Barozzi da Vignola, befindet sich auf einer Terrasse des Palazzo Chigi-Albani. Die Brunnenanlage besteht aus Allegorien der vier Jahreszeiten. Interessant sind vor allem die Figuren mit erotischer Symbolik, wie Ziegenböcke und Satyrn, auf die der Kardinal nach eigener Aussage besonderen Wert gelegt hatte.
Die romanische Kirche San Giorgio stammt aus dem 11. Jahrhundert.
Die klassizistische Kathedrale San Nicola di Bari wurde 1794 von Giulio Camporese gebaut.
In der Nähe von Soriano am Monte Cimino liegt ein außergewöhnlicher Findling im Kastanienwald, den schon Plinius der Ältere beschrieb, da er sich trotz seines immensen Gewichts bewegen lässt.

## Kultur
Vom 15. Juli bis zum 15. August findet ein Jazz-Festival statt, „Tuscia in Jazz“.
Am ersten und zweiten Wochenende im Oktober findet in Soriano das Kastanienfest, „Sagra delle Castagne“ statt. Nach einem Umzug in historische Kostümen, messen sich die Ortsviertel dabei in Disziplinen wie Ringreiten und Bogenschießen.

## Politik
Fabio Menicacci (Mitte-rechts-Liste Il Polo per Soriano Novo) wurde am 15. Mai 2011 mit 42,23 % zum Bürgermeister gewählt und am 5. Juni 2016 im Amt bestätigt.
Sein Vorgänger Domenico Tarantino (Mitte-links-Bündnis) wurde am 13. Mai 2001 zum ersten Mal zum Bürgermeister gewählt und 2006 im Amt bestätigt. Er verzichtete 2011 auf eine Kandidatur und trat 2016 erfolglos noch einmal an.
Die Liste Il Polo per Soriano Novo stellt auch mit 8 von 12 Sitzen die Mehrheit im Gemeinderat.

## Söhne und Töchter
- Francesco Cherubini (1865–1934), Erzbischof und Diplomat des Heiligen Stuhls
- Serafino Cretoni (1833–1909), Kurienkardinal
- Ernesto Monaci (1844–1918), Romanist und Mediävist